# Margo Smith

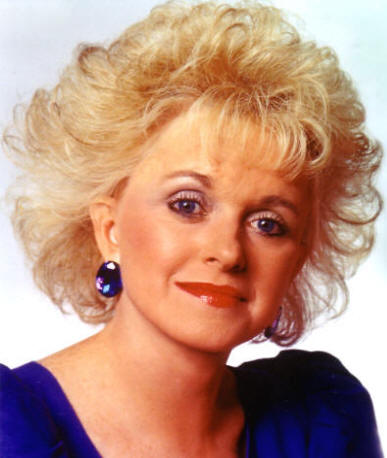
Margo Smith

Margo Smith (* 9. April 1942 als Betty Lou Miller in Dayton, Ohio; † 22. Januar 2024 in Nashville, Tennessee) war eine US-amerikanische Country-Sängerin, die für ihr Jodeltalent bekannt war und in der zweiten Hälfte der 1970er Jahre mehrere große Hits in den Country-Charts hatte. Darunter waren 1978 die beiden aufeinanderfolgenden Nummer-eins-Hits Don’t Break the Heart That Loves You und It Only Hurts For a Little While.

## Leben
Margo Smith wuchs als Adoptivtochter in einer kinderreichen Familie auf. Sie wurde Lehrerin und unterhielt ihre Klassen oft mit Country- und Folksongs, von denen sie etliche selbst komponiert hatte. Ihr Gesangstalent und ihre ausgesprochen schöne Stimme sprachen sich bald herum und es ergaben sich erste Auftritte bei örtlichen Radiostationen. Anfang der 1970er Jahre schloss sie mit einem der kleineren Labels in Nashville einen Schallplattenvertrag ab. Die veröffentlichten Platten erschienen zunächst unter dem Namen Betty Smith und etwas später schlicht Margo. 
Der Erfolg stellte sich aber erst ein, nachdem sie 1975 zu 20th Century wechselte. Zu diesem Zeitpunkt war sie bereits 33 Jahre alt. Gleich ihre erste Single mit der Eigenkomposition There I Said It schaffte es in die Country-Top-10. Nach Veröffentlichung einer weiteren Single und eines Albums schloss ihre Schallplattenfirma die Zweigstelle in Nashville und Smith verlor ihren Vertrag. Nur wenig später wurde sie von Warner übernommen und ihre mehrjährige Zusammenarbeit mit dem Produzenten Norro Wilson begann. 1976 hatte sie mit der ersten Single für das Label, Save Your Kisses for Me, einen weiteren Top-10-Hit. Hierbei handelt es sich um ein Country-Remake des Siegers beim Eurovision Song Contest 1976, den Brotherhood of Man im Original interpretiert hatten. Ebenfalls 1976 wurde Smith als Most Promising Female Vocalist bei den ACM Awards nominiert.
1978 gelang Smith mit Coverversionen bekannter Pop-Oldies gleich zwei Nummer-eins-Hits in Folge: Don’t Break the Heart That Loves You stammte im Original von Connie Francis und It Only Hurts For a Little While von The Ames Brothers. Auch die Single danach, Little Things Mean a Lot, ein Platz drei in den Country-Charts, war ein Pop-Klassiker, den Kitty Kallen 1954 zum Hit des Jahres gemacht hatte.
Nach der Scheidung von ihrem ersten Mann änderte Smith ihr Image. Ihre Outfits wurden auffällig sexyer und die Texte direkter. Auf dem Cover des Albums A Woman zeigte sie sich erstmals mit Dekolleté. Auch in Interviews gab sie sich betont offenherzig und auf der Bühne war sie häufig in Satin und enger Bekleidung aus Spandex zu sehen. Der Erfolg gab ihr zunächst recht. Die Singles Still A Woman und If I Give My Heart to You schafften es noch einmal in die Top 10. Der Höhepunkt des neuen Images war mit dem letzten Album für Warner 1980 erreicht. Smith gab auf dem Cover von Diamonds & Chills noch tiefere Einblicke, hinzu kam auf der Rückseite ein Bild im Negligé. Bei beiden Aufnahmen war im Hintergrund ein männliches Modell in mehrdeutiger Pose zu sehen. Das neue Image arbeitete gegen Smith, denn ihre Singles landeten nur noch auf hinteren Plätzen und die Alben Just Margo und Diamonds & Chills verpassten den Charteinstieg gänzlich. Später offenbarte sie, dass das neue Image ein „Fehler“ gewesen sei.
Anfang der 1980er Jahre brachte sie mit ihrem Gesangspartner Rex Allen Jr. einige erfolgreiche Duette heraus, die den beiden eine Academy of Country Music Nominierung für das „Duo des Jahres“ einbrachte. 1982 heiratete sie Richard Cammeron, der ihr Manager wurde und eine eigene Plattenfirma gründete. Die Verkaufszahlen und Hitparadenplatzierungen ließen allmählich nach, und sie verlor ihren Vertrag. Bei kleineren Labels versuchte sie vergeblich, an die alten Erfolge anzuknüpfen. Mitte der 1980er Jahre spielte sie ein Album mit Jodel-Songs ein, das kommerziell recht erfolgreich war.
In den 1990er Jahren vollzog sie erneut einen radikalen Image- und Stilwandel. Sie wechselte zur christlichen Musik, wo sie gemeinsam mit ihrer Tochter als „Margo Smith & Holly“ in der Gospelszene Erfolge feiern konnte.
Im August 2014 war Smith in der Nähe ihres Hauses in The Villages, Florida, in einen schweren Autounfall verwickelt. Sie erlitt ein gebrochenes Handgelenk, einen gebrochenen Knöchel und mehrere Blutergüsse. Sie verbrachte drei Monate in einem örtlichen Rehabilitationszentrum und erholte sich vollständig. Im Februar 2015 trat sie erstmals wieder auf.
Im Juni 2016 wurde Smith mit einer doppelten Lungenentzündung auf der Intensivstation eines Krankenhauses behandelt.
Smith starb am 22. Januar 2024 in Nashville, Tennessee im Alter von 81 Jahren.

## Diskografie

### Alben
| Jahr | Titel                                | Höchstplatzierung, Gesamtwochen, AuszeichnungChartsChartplatzierungen (Jahr, Titel, Platzierungen, Wochen, Auszeichnungen, Anmerkungen) | Anmerkungen     |
| Jahr | Titel                                | Country | Anmerkungen     |
| ---- | ------------------------------------ | --- | --------------- |
| 1975 | Margo Smith                          | Country42 (3 Wo.)Country | 20th Century    |
| 1976 | Song Bird                            | Country34 (7 Wo.)Country | Warner Brothers |
| 1977 | Happiness                            | Country41 (5 Wo.)Country | Warner Brothers |
| 1978 | Don’t Break the Heart That Loves You | Country27 (20 Wo.)Country | Warner Brothers |
| 1979 | A Woman                              | Country36 (19 Wo.)Country | Warner Brothers |

Weitere Alben
- 1971: I’m a Lady (Nashville North)
- 1979: Just Margo (Warner Brothers)
- 1980: Diamonds & Chills (Warner Brothers)
- 1983: Ridin’ High (Cammeron)
- 1985: The Best of the Tennessee Yodeler (Bermuda Dunes)
- 1986: Margo Smith
- 1987: The Best Yet
- 1989: Back in the Swing
- 1991: Just the Beginning (mit Holly)
- 1992: Wishes (mit Holly)
- 1992: God’s Bigger Than Wall Street
- 1993: Swiss, Cowboy and Country
- 2005: Nothing to Lose

## Kompilationen
- 1989: The Soft Side of Margo
- 2005: Harbor Lights
- 2007: The Country Queen
- 2013: Greatest Hits
- 2015: The Very Best of Margo Smith

### Singles
| Jahr | Titel Album                                                           | Höchstplatzierung, Gesamtwochen, AuszeichnungChartsChartplatzierungen (Jahr, Titel, Album, Platzierungen, Wochen, Auszeichnungen, Anmerkungen) | Anmerkungen      |
| Jahr | Titel Album                                                           | Country | Anmerkungen      |
| ---- | --------------------------------------------------------------------- | --- | ---------------- |
| 1975 | There I Said It Margo Smith                                           | Country8 (18 Wo.)Country |                  |
| 1975 | Paper Lovin’ Margo Smith                                              | Country30 (12 Wo.)Country |                  |
| 1975 | Meet Me Later –                                                       | Country51 (8 Wo.)Country |                  |
| 1976 | Save Your Kisses for Me Songbird                                      | Country10 (14 Wo.)Country |                  |
| 1976 | Take My Breath Away –                                                 | Country7 (16 Wo.)Country |                  |
| 1977 | Love’s Explosion Happiness                                            | Country12 (12 Wo.)Country |                  |
| 1977 | My Weakness Happiness                                                 | Country23 (10 Wo.)Country |                  |
| 1977 | So Close Again Happiness                                              | Country43 (8 Wo.)Country | mit Norro Wilson |
| 1977 | Don’t Break the Heart That Loves You                                  | Country1 (18 Wo.)Country |                  |
| 1978 | It Only Hurts for a Little While Don’t Break the Heart That Loves You | Country1 (15 Wo.)Country |                  |
| 1978 | Little Things Mean a Lot Don’t Break the Heart That Loves You         | Country3 (14 Wo.)Country |                  |
| 1979 | Still a Woman A Woman                                                 | Country7 (13 Wo.)Country |                  |
| 1979 | If I Give My Heart to You A Woman                                     | Country10 (13 Wo.)Country |                  |
| 1979 | Baby My Baby Just Margo                                               | Country27 (9 Wo.)Country |                  |
| 1979 | The Shuffle Song Just Margo                                           | Country13 (13 Wo.)Country |                  |
| 1980 | My Guy Diamonds and Chills                                            | Country43 (9 Wo.)Country |                  |
| 1980 | He Gives Me Diamonds and Chills Diamonds and Chills                   | Country52 (7 Wo.)Country |                  |
| 1981 | My Heart Cries for You –                                              | Country72 (4 Wo.)Country |                  |
| 1982 | Either You’re Married or You’re Single Ridin’ High                    | Country64 (7 Wo.)Country |                  |
| 1982 | Could It Be I Don’t Belong Here Anymore Ridin’ High                   | Country70 (5 Wo.)Country |                  |
| 1983 | Wedding Bells Ridin’ High                                             | Country78 (5 Wo.)Country |                  |
| 1984 | Please Tell Him That I Said Hello –                                   | Country63 (7 Wo.)Country |                  |
| 1985 | All I Do Is Dream of You –                                            | Country82 (2 Wo.)Country |                  |
| 1985 | Everyday People –                                                     | Country63 (8 Wo.)Country | mit Tom Grant    |
| 1988 | Echo Me The Best Yet                                                  | Country77 (4 Wo.)Country |                  |

Weitere Singles
- 1971: I’m a Lady
- 1984: The Thin Ragged Edge
- 1984: Sittin’ on Santa’s Knee
- 1985: Take Your Memory When You Go
- 1988: It Is No Secret

### Gastbeiträge
| Jahr | Titel Album                        | Höchstplatzierung, Gesamtwochen, AuszeichnungChartsChartplatzierungen (Jahr, Titel, Album, Platzierungen, Wochen, Auszeichnungen, Anmerkungen) | Anmerkungen       |
| Jahr | Titel Album                        | Country | Anmerkungen       |
| ---- | ---------------------------------- | --- | ----------------- |
| 1980 | Cup of Tea The Cat’s in the Cradle | Country12 (14 Wo.)Country | mit Rex Allen Jr. |
| 1981 | While the Feelin’s Good –          | Country26 (12 Wo.)Country | mit Rex Allen Jr. |